# Ciimo
Ciimo (кит. 思铭) — автомобильная марка, принадлежащая совместному предприятию Dongfeng Honda.

## История
Первая модель бренда Ciimo, произведённая на базе восьмого поколения Honda Civic, была представлена в 2011 году в Гуанчжоу, затем в 2012 году автомобиль был представлен на Пекинском международном автосалоне. Продажи начались в апреле 2012 года.
Однако, поскольку это был автомобиль, который был просто разработан на базе Civic и не имел большого количества спецификаций, производство было прекращено в апреле 2015 года. В 2016 году выпуск автомобиля был возобновлён, однако вялая реакция рынка и ограниченные спецификации привели к прекращению производства автомобиля, и в 2017 году бренд был упразднён ненадолго. Тем не менее, в настоящее время под брендом Ciimo разрабатываются и выпускаются электромобили.
В 2019 году, когда компании Honda понадобился электромобиль в соответствии с китайской политикой NEV, совместное предприятие Dongfeng Honda установило аккумуляторную батарею под полом Honda HR-V. Ciimo X-NV продаётся лишь в небольших количествах. Тем не менее, в 2020 году в модельный ряд была добавлена рестайлинговая версия, получившая название Ciimo M-NV.

## Модельный ряд
- Ciimo X-NV (2019 — настоящее время)
- Ciimo M-NV (2021 — настоящее время)

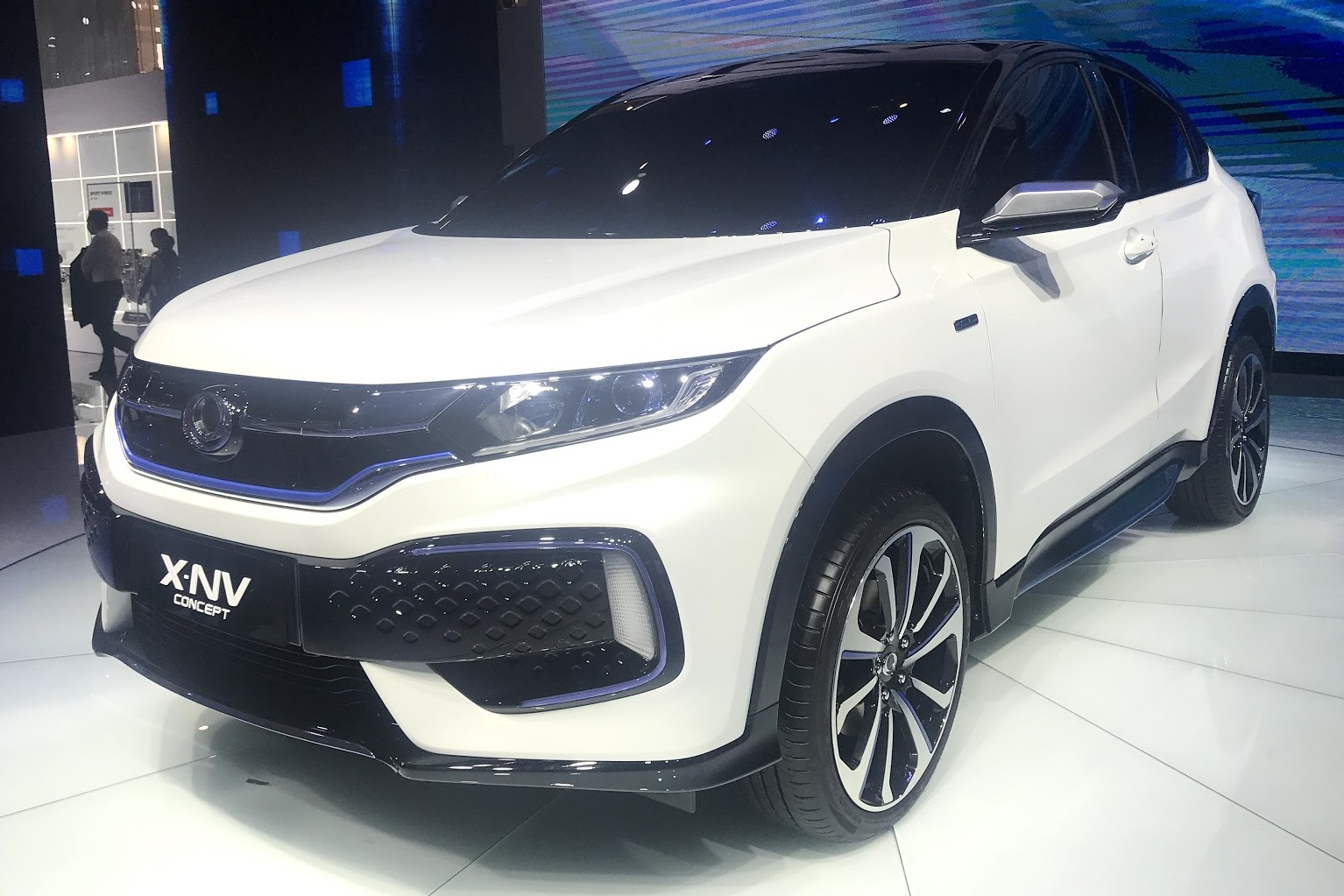
Ciimo X-NV
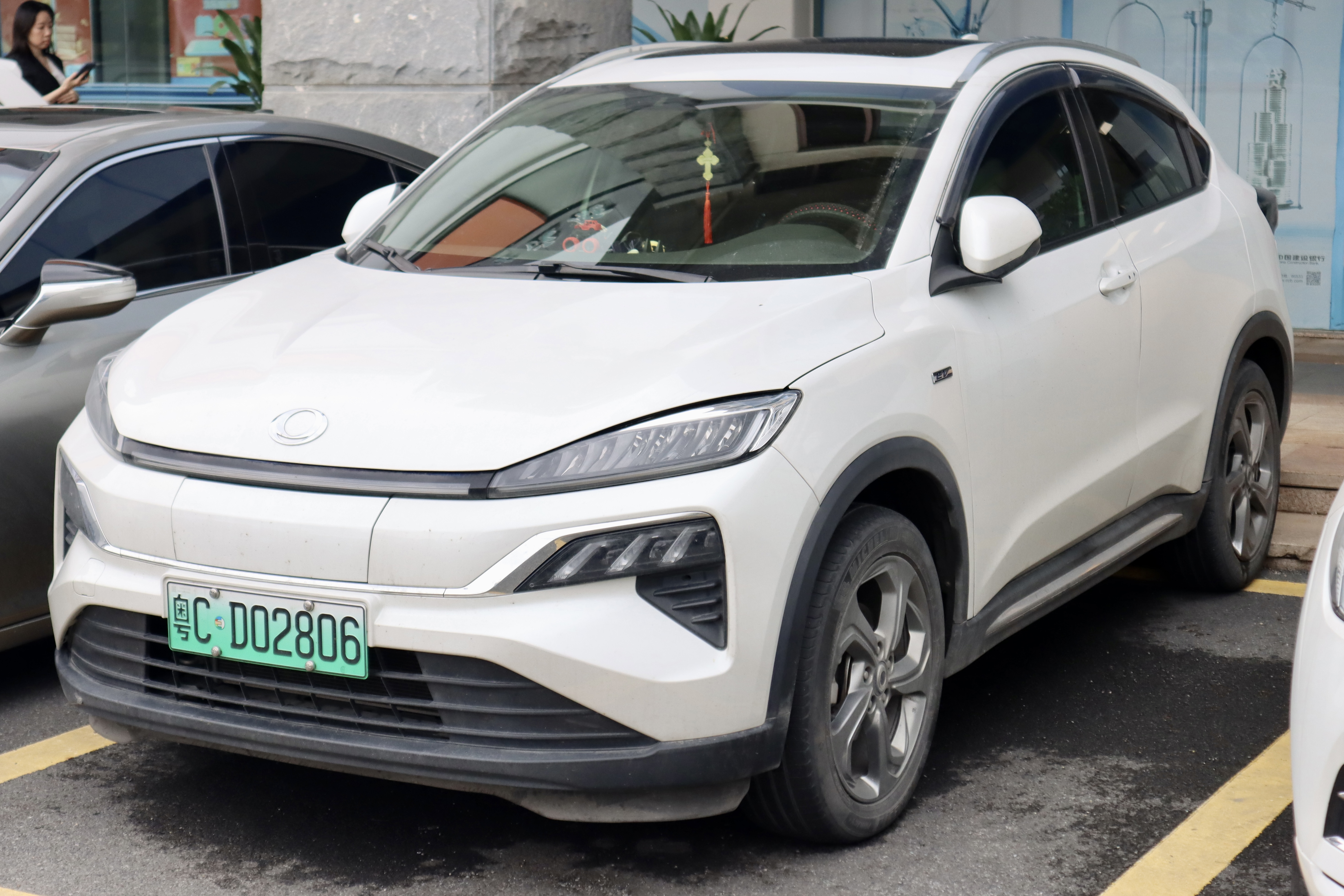
Ciimo M-NV